# شاه‌آبادی
شاه‌آبادی (منسوب به شاه‌آباد) یک نام خانوادگی است. افراد شاخص با این نام از این قرارند:
- حمیدرضا شاه‌آبادی، پژوهشگر تاریخ، داستان‌نویس و نمایش‌نامه‌نویس معاصر اهل ایران
- محمدعلی شاه‌آبادی، عارف و مجتهد شیعی اهل ایران
- مهدی شاه‌آبادی، نماینده تهران در اولین دوره مجلس شورای اسلامی
- نصرالله شاه‌آبادی، روحانی شیعه اهل ایران
- علیرضا شاه‌آبادی، حضور در جنگ ایران و عراق
- حمید شاه آبادی،پژوهشگر فلسفه،معاون اسبق سیمای رسانه ملی